# Dyskografia Maksa Barskicha
Ukraiński piosenkarz Maks Barskich wydał cztery albumy studyjne, jedną EP-kę i trzydzieści cztery single.
Zadebiutował w 2009 ze swoim pierwszym albumem studyjnym, zatytułowanym 1:Max Barskih. Płyta była promowana czterema singlami, tj.„S.L.”, „Pusto”, „DVD” (nagranym w duecie z Nataliją Mohyłewśką) i „Agonija”.
W latach 2010–2011 wydał kilka nowych singli, które nie ukazały się na żadnej wydanej później płycie, tj. „Sierdce bjotsia” (w duecie ze Switłaną Łobodą), „Studient”, „Tieriaju tiebia”, „Biełyj woron” i „Głaza-ubijcy”, z którym trafił na pierwsze miejsce ukraińskiej listy przebojów. Z piosenką „Biełyj woron” startował w krajowych eliminacjach do 55. Konkursu Piosenki Eurowizji. W 2012 wydał drugi album studyjny, zatytułowany Z.Dance. Z drugim singlem z płyty, „Dance”, brał udział w krajowych eliminacjach do 57. Konkursu Piosenki Eurowizji. Płyta promowana była także przez inne single, tj. „Downtown”, „F**k Off” i „Pyłaj”. Również w 2012 wydał singiel „I Wanna Run”.
Trzeci album studyjny wokalisty, zatytułowany Po Friejdu, ukazał się w 2013. Z pochodzącym z płyty singlem „Hero_in” trafił na piąte miejsce listy przebojów na Ukrainie. Album promowały również inne single, tj. tytułowy „Po Friejdu”, a także „Kakoj byla twoja ljubow?”, „Niebo”, „Оtpusti” i „Wsie seryjezno”. 3 grudnia 2015 pod pseudonimem Mickolai wydał anglojęzyczną EP-kę zawierającą pięć piosenek.
8 października 2016 ukazał się jego czwarty album studyjny, zatytułowany Tumany. Z drugim singlem z płyty, „Podruga – nocz”, trafił na pierwsze miejsce ukraińskiej listy przebojów, a z tytułowym singlem – na szczyt notowania w Rosji. Album promowany był również przez inne single, tj. „Chociu tancewat”, „Chlop, chlop, chlop”, „Zajmiomsia lubowju”, „Poslednij letnij dien” i „Niewiernaja”. W 2017 wydał teledysk do piosenki „Moja lubow”, będącej nową wersją utworu „Poproszu” z płyty pt. Tumany.
W grudniu 2018 zapowiedział wydanie piątego albumu studyjnego, zatytułowanego 7. Płyta ukazała się 8 lutego i zawierała m.in. single „Wspominat” i „Bierega”.

## Albumy

### Albumy studyjne
| Rok  | Tytuł                                                                 |
| ---- | --------------------------------------------------------------------- |
| 2009 | 1:Max Barskih - Wydawca: Astra Records - Format: CD, digital download |
| 2012 | Z.Dance - Wydawca: Moon Records - Format: CD, digital download        |
| 2014 | Po Friejdu - Wydawca: Moon Records - Format: CD, digital download     |
| 2016 | Tumany - Wydawca: niezależnie - Format: CD, digital download          |
| 2019 | 7 - Data: 8 lutego 2019 - Format: digital download                    |
| 2020 | 1990 - Data: 8 lutego 2019 - Format: digital download                 |

### Minialbum (EP)
| Rok  | Tytuł                                                                                      |
| ---- | ------------------------------------------------------------------------------------------ |
| 2009 | Brutal Romantic - Data wydania: 7 lutego 2009 - Wydawca: Sc pro - Format: digital download |
| 2015 | EP - Data wydania: 3 grudnia 2015 - Wydawca: wydane niezależnie - Format: digital download |

## Single
| Rok  | Tytuł                                  | Pozycja na liście | Pozycja na liście | Album                   |
| Rok  | Tytuł                                  | RUS               | UKR               | Album                   |
| ---- | -------------------------------------- | ----------------- | ----------------- | ----------------------- |
| 2009 | „S.L.”                                 | –                 | –                 | 1:Max Barskih           |
| 2009 | „Pusto”                                | –                 | –                 | 1:Max Barskih           |
| 2009 | „DVD” (z Nataliją Mohyłewśką)          | –                 | –                 | 1:Max Barskih           |
| 2010 | „Agonija”                              | 177               | –                 | 1:Max Barskih           |
| 2010 | „Sierdce bjotsia” (ze Switłaną Łobodą) | 114               | –                 | –                       |
| 2010 | „Studient”                             | 170               | –                 | –                       |
| 2010 | „Tieriaju tiebia”                      | 19                | 11                | –                       |
| 2011 | „Biełyj woron”                         | –                 | –                 | –                       |
| 2011 | „Głaza-ubijcy”                         | 6                 | 1                 | –                       |
| 2011 | „Downtown”                             | –                 | –                 | Z.Dance                 |
| 2012 | „Dance”                                | 67                | 30                | Z.Dance                 |
| 2012 | „F**k Off”                             | –                 | –                 | Z.Dance                 |
| 2012 | „Pyłaj”                                | 105               | 34                | Z.Dance                 |
| 2012 | „I Wanna Run”                          | 100               | 51                | –                       |
| 2013 | „Po Friejdu”                           | 181               | 54                | Po Friejdu              |
| 2013 | „Kakoj byla twoja ljubow?”             | –                 | –                 | Po Friejdu              |
| 2013 | „Hero_in”                              | 104               | 5                 | Po Friejdu              |
| 2013 | „Niebo”                                | –                 | –                 | Po Friejdu              |
| 2014 | „Оtpusti”                              | 173               | 70                | Po Friejdu              |
| 2014 | „Wsie seryjezno”                       | –                 | –                 | Po Friejdu              |
| 2014 | „Chociu tancewat”                      | 75                | 12                | Tumany                  |
| 2015 | „Podruga – nocz”                       | 39                | 1                 | Tumany                  |
| 2015 | „Chlop, chlop, chlop”                  | 135               | 34                | Tumany                  |
| 2015 | „Freedom to Live”                      | –                 | –                 | –                       |
| 2016 | „Zajmiomsia lubowju”                   | –                 | –                 | Tumany                  |
| 2016 | „Poslednij letnij dien”                | 122               | 43                | Tumany                  |
| 2016 | „Niewiernaja”                          | –                 | –                 | Tumany                  |
| 2016 | „Tumany”                               | 1                 | 18                | Tumany                  |
| 2017 | „Moja lubow”                           | 1                 | –                 | –                       |
| 2018 | „Sdielaj gromcze”                      | 13                | –                 | –                       |
| 2018 | „Polurazdieta”                         | 41                | –                 | Seks i niczego licznogo |
| 2018 | „Wspominat”                            | –                 | –                 | 7                       |
| 2018 | „Bierega”                              | –                 | –                 | 7                       |
| 2019 | „Niesłuchajno”                         | –                 | –                 | –                       |
| 2019 | „Lej, nie żalej”                       | 1                 | –                 | 1990                    |
| 2020 | „Nebo liet dozjdem”                    | 77                | –                 | 1990                    |
| 2020 | „Po sekretu”                           | 15                | –                 | 1990                    |
| 2020 | „Silence”                              | 105               | –                 | –                       |
| 2020 | „Lonely”                               | 25                | –                 | –                       |
| 2021 | „BESTSELLER” (z Zivert)                | 1                 | 20                | –                       |
| 2023 | „Rich”                                 | –                 | –                 | –                       |

## Utwory z gościnnym udziałem
| Rok  | Tytuł                                    | Album            |
| ---- | ---------------------------------------- | ---------------- |
| 2013 | „Like a Hurricane” (singel DJ Antoine’a) | Sky is the Limit |